# Giorgio A. Tsoukalos

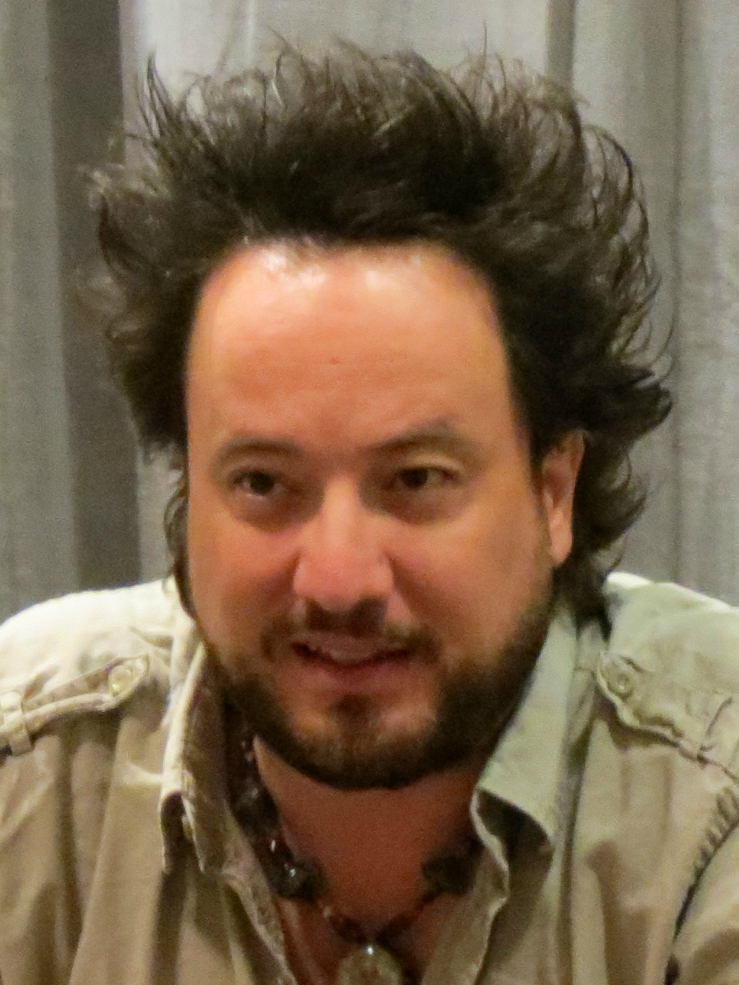
Giorgio A. Tsoukalos (2016)

Giorgio A. Tsoukalos (griech. Γεώργιος Α. Τσούκαλος; * 14. März 1978 in Luzern) ist ein Schweizer Schriftsteller und Fernsehmoderator mit griechischen und österreichischen Wurzeln, der in den USA lebt. 
Tsoukalos ist ein Vertreter der Prä-Astronautik, also der Hypothese, dass humanoide Astronauten fremder Planeten mit Menschen der Vorzeit und der Antike interagierten. Er ist Herausgeber der US-amerikanischen Ausgabe des Magazins Legendary Times (dt.: Sagenhafte Zeiten), einer Publikation mit Beiträgen zur Prä-Astronautik von Erich von Däniken (Erinnerungen an die Zukunft), David Hatcher Childress, Peter Fiebag, Robert Bauval und Luc Bürgin.
Tsoukalos war über 12 Jahre lang Direktor eines Erich-von-Däniken-Centers zur Prä-Astronautik-Forschung. Zudem war er in US-amerikanischen TV-Sendungen des Travel Channel, History Channel (in der Sendereihe Ancient Aliens – Unerklärliche Phänomene), Sci-Fi-Channel und National Geographic Channel zu sehen.
Tsoukalos erlangte im Jahre 1998 am Ithaca College in Ithaca, New York, einen Bachelor-Abschluss in sport information and communication. Laut eigener Aussage spricht er fließend Englisch, Griechisch, Deutsch, Französisch sowie Italienisch.

## Meme
Aus der Fernsehsendung Ancient Aliens – Unerklärliche Phänomene kommt auch das seit 2010 auftretende Internet-Meme "Ancient Aliens". Dieses Meme zeigt Tsoukalos und wird häufig dafür verwendet, um humorvoll verschiedene Phänomene mit Außerirdischen zu erklären.